# Pedro Fajardo y Pimentel

Écu du Marquisat de los Vélez.

Pedro Fajardo-Zúñiga-Requeséns y Pimentel, cinquième marquis de los Vélez, et Grand d'Espagne (Mula, (Murcie), 1602 - Palerme, (Sicile), 3 novembre 1647) est un noble et un militaire espagnol.

## Biographie
Il était arrière-petit-fils de Luis de Zúñiga y Requesens. Il s'est marié en premières noces avec Ana Girón Enríquez de Ribera, dont il a eu un fils: Luis Francisco Fajardo, premier marquis de Martorell (né en 1637 et décédé jeune). En secondes noces, il a épousé María Engracia de Toledo y Portugal qui est morte en 1696 et dont il a eu 4 enfants:
- Pedro Fajardo, carmélite déchaussé.
- Fernando, VIe marquis de los Vélez.
- José Fajardo, commandeur de Castellanos (Palerme, 1647 - Embarqué, il a combattu contre les turcs, 1670).
- María Teresa, VIIe marquise de los Vélez.

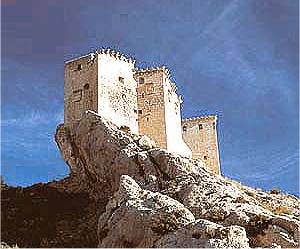
Château de los Vélez.

Parmi ses charges et titres, on trouve qu'il a été le IVe marquis de Molina, seigneur de Mula, Librilla, Alhama, Benitaglar, Castellvell de Rosanes, Sant Andreu et Molins de Rei, Adelantado mayor et capitaine général du Royaume de Murcie, alcade de Lorca, Vice-roi d'Aragon, Navarre, Catalogne (durant la Guerre des faucheurs) et Sicile, ambassadeur à Rome, président du Conseil des Indes, et administrador con goce de frutos de la encomienda del Moral. Il a été vice-roi de Valence entre 1631 et 1635, quand il a été nommé lieutenant d'Aragon, jusqu'en 1638.
En 1640, Gaspar de Guzmán y Pimentel, le comte-duc d'Olivares l'a nommé Vice-roi de Catalogne et chef de l'armée de Philippe IV qui a envahi la Catalogne pour la récupérer, contre les institutions catalanes dirigées par le président de la Généralité Pau Claris en 1641 (Guerre des faucheurs ou de Séparation de la Catalogne). Ces institutions avaient recherché l'appui militaire et politique de la monarchie française. L'armée castillane, avec de nombreuses troupes auxiliaires d'autres nationalités (portugais, italiens, etc.), après avoir avancé avec succès sur Tortosa et Tarragone et avoir réprimé la résistance par des actes de cruauté, a été battue lors de la tentative d'assaut de la cité de Barcelone dans la Bataille de Montjuïc le 26 janvier 1641. Cette défaite lui a coûté sa place. Il a été remplacé par Federico Colonna.
Envoyé comme ambassadeur à Rome, il a été nommé vice-roi de Sicile en 1644, où il a dû réprimer la révolte des Palermitains menés par Nino La Pilosa en mai 1647. Il a fui temporairement à Messine, laissant les maestranze diriger la ville et Giuseppe D'Alesi mener une nouvelle émeute. Attaqué dans le Palais royal, Los Velez a fui à nouveau. Affaibli, prostré, il est mort à Palerme le 3 novembre suivant.

## Sources
- (es) Cet article est partiellement ou en totalité issu de l’article de Wikipédia en espagnol intitulé « Pedro Fajardo y Pimentel » (voir la liste des auteurs).